# Saint-Julien-de-Mailloc
Saint-Julien-de-Mailloc är en kommun i departementet Calvados i regionen Normandie i norra Frankrike. Kommunen ligger i kantonen Orbec som ligger i arrondissementet Lisieux. År 2018 hade Saint-Julien-de-Mailloc 472 invånare.

## Befolkningsutveckling
Antalet invånare i kommunen Saint-Julien-de-Mailloc
Referens:INSEE